# Hamid Motebassem
Hamid Motebassem (en persan : حمید متبسم), né en 1958 à Mashhad dans la province de Khorasan-e Razavi en Iran, est un musicien iranien de musique classique persane. Il est le fondateur de l'Ensemble Dastan.

## Biographie
Hamid Motebassem est un joueur de tar et de setâr qui apprend la pratique de ces instruments auprès de son père, Ali Motebassem, puis se perfectionne auprès de ses professeurs Mohammad Reza Lotfi, Hossein Alizadeh et Houshang Zarif. Il est l'un des instrumentistes initiaux de l'Ensemble Aref.
En 1991, il fonde l'Ensemble Dastan avec lequel il se produit dans son pays et régulièrement en Europe (où il a vécu en Allemagne à partir de 1986 puis aux Pays-Bas) et en Amérique,.